# Alveopora excelsa
Alveopora excelsa là một loài san hô trong họ Poritidae. Loài này được Verrill mô tả khoa học năm 1863.